# شاه شمس الدين
شاه شمس الدين (بالفارسية: شاه شمس‌الدین) هي قرية تقع في قسم سهروفيروزان الريفي (مقاطعة فلاورجان) في إيران. يقدر عدد سكانها بـ 56 نسمة .